# بييي (تريكالا)
بييي (Πηγή) هي مدينة في تريكالا في مقاطعة فوريا إلادا في اليونان.